# Треффурт
Треффурт (нім. Treffurt) — місто в Німеччині, розташоване в землі Тюрингія. Входить до складу району Вартбург.
Площа — 54,76 км2. Населення становить 5834 ос. (станом на 31 грудня 2021).